# ماریانا پوپووا
ماریانا پوپووا (به انگلیسی: Mariana Popova) (زاده ۶ ژوئن ۱۹۷۸) خواننده بلغارستانی است.
او در مسابقه آواز یوروویژن ۲۰۰۶ نماینده بلغارستان بود.